# داني وليامز (سياسي)
داني وليامز (بالفرنسية: Danny Williams)‏ (و. 1949  م) هو سياسي، ومحامي، ورائد أعمال كندي، ولد في سانت جونز.

## مناصب
تولى منصب Premier of Newfoundland and Labrador ‏ (6 نوفمبر 2003–3 ديسمبر 2010)
- عضو المجلس النيابي لنيوفندلاند ولابرادور ‏ (2 أغسطس 2001–3 ديسمبر 2010)
- Leader of the Opposition (Newfoundland and Labrador) [الإنجليزية]‏ (2 أغسطس 2001–6 نوفمبر 2003).

## التعليم
تعلم في كلية كيبل ‏.